# Alex Soler-Roig
Alex Soler-Roig (ur. 29 października 1932 roku w Barcelonie) – hiszpański kierowca Formuły 1.

## Starty w Formule 1
| Legenda oznaczeń w tabelach wyników Wyświetl szablon na nowej stronie | Legenda oznaczeń w tabelach wyników Wyświetl szablon na nowej stronie                                                                     |
| Oznaczenie                                                            | Wyjaśnienie |
| --------------------------------------------------------------------- | --- |
| Złoty                                                                 | Zwycięzca lub mistrzostwo |
| Srebrny                                                               | 2. miejsce lub wicemistrzostwo |
| Brązowy                                                               | 3. miejsce lub II wicemistrzostwo |
| Zielony                                                               | Ukończył, punktował (w klasyfikacji generalnej, gdy zdobył co najmniej jeden punkt na przestrzeni sezonu, poza trzema powyższymi opcjami) |
| Niebieski                                                             | Ukończył, nie punktował (w klasyfikacji generalnej, gdy nie zdobył co najmniej jednego punktu na przestrzeni sezonu)                      |
| Czerwony                                                              | Nie zakwalifikował się (NZ) |
| Czerwony                                                              | Nie prekwalifikował się (NPK) |
| Różowy                                                                | Nie ukończył (NU) |
| Różowy                                                                | Niesklasyfikowany (NS) (w klasyfikacji generalnej, gdy nie został sklasyfikowany w żadnym wyścigu sezonu)                                 |
| Czarny                                                                | Zdyskwalifikowany (DK) |
| Czarny                                                                | Wykluczony (WYK/EX) |
| Biały                                                                 | Nie wystartował (NW) |
| Biały                                                                 | Kontuzjowany (K/INJ) |
| Biały                                                                 | Wyścig odwołany (OD/C) |
| Bez koloru                                                            | Został wycofany (WYC/WD) |
| Bez koloru                                                            | Nie przybył (NP/DNA) |
| Bez koloru                                                            | Nie brał udziału w treningach (NT/DNP) |
| Bez koloru                                                            | Nie został zgłoszony (–) |
| Pogrubienie                                                           | Start z pole position |
| Kursywa                                                               | Najszybsze okrążenie wyścigu |
| †                                                                     | Nie ukończył, ale jego rezultat został zaliczony ze względu na przejechanie więcej niż 90% dystansu wyścigu.                              |
| *                                                                     | Sezon w trakcie |
| 1/2/3                                                                 | Punktowana pozycja w sprincie kwalifikacyjnym                                                                                             |
| Lista systemów punktacji Formuły 1                                    | |

System punktacji w poszczególnych latach w F1
| Rok  | Zespół                | Bolid     | Silnik      | 1      | 2      | 3      | 4      | 5      | 6      | 7     | 8     | 9     | 10    | 11    | 12    | 13    | Pozycja | Punkty |
| ---- | --------------------- | --------- | ----------- | ------ | ------ | ------ | ------ | ------ | ------ | ----- | ----- | ----- | ----- | ----- | ----- | ----- | ------- | ------ |
| 1970 | Garvey Team Lotus     | Lotus 49C | Cosworth V8 | RPA -  | ESP NZ |        |        |        |        |       |       |       |       |       |       |       | NS      | 0      |
| 1970 | World Wide Racing     | Lotus 72C | Cosworth V8 |        |        | MON -  | BEL NW | NED -  |        |       |       |       |       |       |       |       | NS      | 0      |
| 1970 | World Wide Racing     | Lotus 49C | Cosworth V8 |        |        |        |        |        | FRA NZ | GBR - | GER - | AUT - | ITA - | CAN - | USA - | MEX - | NS      | 0      |
| 1971 | STP March Racing Team | March 711 | Cosworth V8 | RPA NU | ESP NZ | MON NU | NED NU | FRA NU | GBR -  | GER - | AUT - | ITA - | CAN - | USA - |       |       | NS      | 0      |
| 1972 | España Marlboro BRM   | BRM P160B | BRM V12     | ARG NU | RSA -  | ESP NU | MON -  | BEL -  | FRA -  | GBR - | GER - | AUT - | ITA - | CAN - | USA - |       | NS      | 0      |